# Sydney Pollack

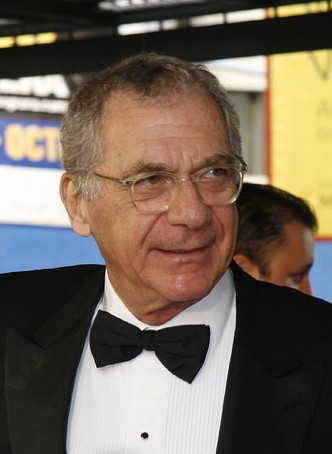
Sydney Pollack (2006)

Sydney Irwin Pollack (* 1. Juli 1934 in Lafayette, Indiana; † 26. Mai 2008 in Los Angeles) war ein US-amerikanischer Filmregisseur, -produzent und Schauspieler sowie mehrfacher Oscar- und Golden-Globe-Preisträger.

## Leben
Pollacks Eltern, der Apotheker David Pollack und die Pianistin und Sängerin Rebecca Pollack, geb. Miller, waren russisch-jüdische Einwanderer, die sich an der Purdue University kennengelernt hatten. Sydney Pollacks Eltern ließen sich scheiden, als er noch klein war; Rebecca Pollack hatte psychische Probleme und  trank. Sie starb als Pollack 16 Jahre alt war. David Pollack hoffte, dass Sydney Pollack Zahnarzt werden würde, doch er interessierte sich für die Filmbranche. Er wuchs in Brooklyn auf und ging zwei Jahre lang zur US-Army; später nahm er Schauspielunterricht am angesehenen New Yorker Neighborhood Playhouse School of the Theatre bei Sanford Meisner, zunächst zwei Jahre lang als Schauspielschüler. Danach war er fünf Jahre lang Meisners Assistent. Anschließend arbeitete er Anfang der 1960er Jahre als Bühnen- und Fernsehdarsteller. Später wurde er Professor an der New Yorker Universität und Fernsehregisseur. Insgesamt hat er 40 Filme produziert.
Sein Leinwanddebüt als Filmschauspieler gab er 1962 mit dem Kriegsfilm Hinter feindlichen Linien, bei dem auch Robert Redford debütierte. Seitdem waren beide befreundet und Redford war in zahlreichen Filmen Pollacks Hauptdarsteller, nachdem Pollack hinter die Kamera gewechselt hatte. Pollack gehört neben John Frankenheimer, der ihm den Wechsel ins Regiefach nahelegte, Franklin J. Schaffner, George Roy Hill und Martin Ritt zu den Filmemachern, die Anfang der 1960er Jahre vom Fernsehen ins Kino drängten und dort für frischen Wind sorgten. 1965 debütierte er mit dem Psychodrama Stimme am Telefon als Kinoregisseur, weitere 19 Spielfilmproduktionen folgten. 1985 erreichte er mit dem mit insgesamt sieben Oscars ausgezeichneten Liebesdrama Jenseits von Afrika den Höhepunkt seines Schaffens. 1973 war Sydney Pollack Mitglied der Jury beim Filmfestival in Cannes und 1986 Präsident der Jury.
Pollack galt als einer der intelligentesten Regisseure und war vor allem bei Schauspielern sehr beliebt. Dabei widmete er sich verschiedenen Genres; so drehte er Western (Jeremiah Johnson) ebenso wie Literaturverfilmungen (Jenseits von Afrika), Politthriller (Die drei Tage des Condor), Melodramen (Begegnung des Schicksals) und Komödien (Tootsie). Pollack war einer der erfolgreichsten Vertreter der konservativen Hollywood-Ästhetik, der trotz der konventionellen Bildersprache jeden Film mit seinem eigenen Stil prägte und darüber hinaus moralisches Engagement zeigte. Er selbst äußerte sich dazu lakonisch: „It is not impossible to make mainstream films which are really good.“ Der Dokumentarfilm Sketches of Frank Gehry aus dem Jahr 2005, an dem er auch als Kameramann mitwirkte, wurde seine letzte Regiearbeit. Neben Gehrys Bauwerken dokumentiert der Film teilweise auch die 40 Jahre währende Freundschaft mit Frank Gehry. Pollack wurde dreimal für einen Oscar nominiert; 1986 erhielt er für Jenseits von Afrika den Oscar als bester Regisseur.
Seine Filme sind in der Regel tragische Liebesgeschichten. Sie bevorzugen eine dramaturgische Kreisstruktur, in deren Verlauf sich der Held auf dem Weg zur Selbsterkenntnis mit einem grundsätzlich feindlichen Gesellschaftsumfeld auseinanderzusetzen hat. Ein Beispiel für diese Kreisstruktur ist das Frühwerk This Property Is Condemned, in dem der Protagonist nach einer langen Rückblende nicht nur symbolisch am Ende auf die an dem Ort vorbeiführenden Bahnschienen zurückkehrt. In Jeremiah Johnson wird der von Redford gespielte Trapper in der zweiten Filmhälfte spiegelbildlich mit den Ereignissen des Beginns konfrontiert. Weitere Beispiele für tragische Liebesgeschichten finden sich in The Way We Were, in dem die Beziehung zwischen der jüdischen Marxistin und Studentin Katie Morosky (Barbra Streisand) und dem gutaussehenden Studenten aus reichem Hause Hubbell Gardner (Redford) nicht funktioniert, Havana, Out of Africa oder auch Three Days of the Condor, in dem die kurzzeitige Begegnung zwischen dem CIA-Mitarbeiter Joseph „Condor“ Turner (Redford), der die Fotografin Kathy Hale (Faye Dunaway) auf seiner Flucht vor dem Geheimdienst als Geisel genommen hat, eine intensive Momentaufnahme bleibt.
Pollack war seit 1958 mit der Schauspielerin Claire Griswold verheiratet, mit der er drei Kinder hatte. Am 26. Mai 2008 verstarb Sydney Pollack an Magenkrebs, der neun Monate zuvor diagnostiziert worden war.

## Filmografie

### Als Regisseur
- 1965: Stimme am Telefon (The Slender Thread)
- 1966: Dieses Mädchen ist für alle (This Property Is Condemned)
- 1968: Mit eisernen Fäusten (The Scalphunters)
- 1968: Der Schwimmer (The Swimmer)
- 1969: Das Schloß in den Ardennen (Castle Keep)
- 1969: Nur Pferden gibt man den Gnadenschuß (They Shoot Horses, Don't They?)
- 1972: Jeremiah Johnson
- 1973: So wie wir waren (The Way We Were)
- 1974: Yakuza (The Yakuza)
- 1975: Die drei Tage des Condor (The Three Days of the Condor)
- 1977: Bobby Deerfield
- 1979: Der elektrische Reiter (The Electric Horseman)
- 1981: Die Sensationsreporterin (Absence of Malice)
- 1982: Tootsie
- 1985: Jenseits von Afrika (Out of Africa)
- 1990: Havanna (Havana)
- 1993: Die Firma (The Firm)
- 1995: Sabrina
- 1999: Begegnung des Schicksals (Random Hearts)
- 2005: Die Dolmetscherin (The Interpreter)
- 2005: Sketches of Frank Gehry (Dokumentarfilm)
- 2018: Aretha Franklin: Amazing Grace (Amazing Grace, Dokumentarfilm, aufgenommen 1972)

### Als Filmproduzent
- 1974: Yakuza (The Yakuza)
- 1975: Die drei Tage des Condor (The Three Days of the Condor)
- 1977: Bobby Deerfield
- 1981: Die Sensationsreporterin (Absence of Malice)
- 1982: Tootsie
- 1984: Der Songschreiber (Songwriter)
- 1985: Jenseits von Afrika (Out of Africa)
- 1988: Die grellen Lichter der Großstadt (Bright Lights, Big City)
- 1990: Aus Mangel an Beweisen (Presumed Innocent)
- 1990: Havanna (Havana)
- 1993: Die Firma (The Firm)
- 1995: Sabrina
- 1998: Sie liebt ihn – sie liebt ihn nicht (Sliding Doors)
- 1999: Begegnung des Schicksals (Random Hearts)
- 2003: Unterwegs nach Cold Mountain (Cold Mountain)
- 2006: Breaking and Entering – Einbruch & Diebstahl (Breaking and Entering)
- 2007: Michael Clayton
- 2008: Der Vorleser (The Reader)
- 2011: Margaret

### Als Schauspieler
- 1962: Hinter feindlichen Linien (War Hunt) – Regie: Denis Sanders
- 1982: Tootsie
- 1992: The Player – Regie: Robert Altman
- 1992: Der Tod steht ihr gut (Death Becomes Her) – Regie: Robert Zemeckis
- 1992: Ehemänner und Ehefrauen (Husbands and Wives) – Regie: Woody Allen
- 1994: Frasier (Fernsehserie, Folge 2x07 Stimme)
- 1998: Zivilprozess (A Civil Action) – Regie: Steven Zaillian
- 1999: Eyes Wide Shut – Regie: Stanley Kubrick
- 1999: Begegnung des Schicksals (Random Hearts)
- 2000: Will & Grace (Fernsehserie, 4 Folgen)
- 2002: Spurwechsel (Changing Lanes) – Regie: Roger Michell
- 2005: Die Dolmetscherin (The Interpreter)
- 2006: Ein perfekter Platz (Fauteuils d’orchestre) – Regie: Danièle Thompson
- 2007: Entourage (Fernsehserie, eine Folge)
- 2007: Die Sopranos (The Sopranos, Fernsehserie, eine Folge) – Regie: Alan Taylor
- 2007: Michael Clayton – Regie: Tony Gilroy
- 2008: Verliebt in die Braut (Made of Honor) – Regie: Paul Weiland

## Auszeichnungen
- 1966: Emmy Award für die Regie einer Episode der Fernsehserie Bob Hope presents the Chrysler Theatre
- 1970: Golden Globe Award Bester Film – Drama für Nur Pferden gibt man den Gnadenschuß
- 1970: Directors Guild of America Award für den Film Nur Pferden gibt man den Gnadenschuss
- 1970: Oscarnominierung für die beste Regie für Nur Pferden gibt man den Gnadenschuss
- 1973: Bronze Wrangler Award für den Film Jeremiah Johnson
- 1976: Golden India Catalina Award bei dem Cartagena Film Festival für den besten Film Die drei Tage des Condor
- 1982: Berlinale Kamera für Die Sensationsreporterin
- 1982: New York Film Critics Circle Award für die beste Regie im Film Tootsie
- 1983: Oscarnominierung als Produzent für den besten Film und die beste Regie für Tootsie
- 1983: Golden Globe Award Bester Film – Drama für Tootsie
- 1983: Bodil-Preis für den besten Nicht-Europäischen Film Tootsie
- 1983: Directors Guild of America Award für den Film Tootsie
- 1983: National Society of Film Critics für die beste Regie im Film Tootsie
- 1983: ShoWest Award als bester Produzent des Jahres
- 1984: César für den besten ausländischen Film Tootsie
- 1986: Berlinale Kamera
- 1986: Golden Globe Award Bester Film – Drama für Jenseits von Afrika
- 1986: Oscar als Produzent für den besten Film und die beste Regie für Jenseits von Afrika
- 1986: Directors Guild of America Award für den Film Jenseits von Afrika
- 1987: César für den besten ausländischen Film Jenseits von Afrika
- 2000: Blockbuster Entertainment Awards für Eyes Wide Shut als beliebtester Nebendarsteller
- 2002: Ehren-Leopard für sein Lebenswerk auf dem Filmfestival von Locarno
- 2008: Oscarnominierung als Produzent für den besten Film Michael Clayton
- 2009: American Film Institute Award für den Film des Jahres Michael Clayton
- 2009: Oscarnominierung als Produzent für den besten Film Der Vorleser